# Samir Haouam
Samir Haouam, né le 20 juin 1968, est un athlète algérien, spécialiste du lancer du marteau. 

## Biographie
Il remporte la médaille d'or du lancer du marteau lors des championnats d'Afrique 2000, à Alger, après avoir décroché l'argent en 1993 et 1996, et le bronze en 1998.

### Palmarès
| Date | Compétition            | Lieu         | Résultat | Performance |
| ---- | ---------------------- | ------------ | -------- | ----------- |
| 1993 | Championnats d'Afrique | Durban       | 2e       | 63,76 m     |
| 1996 | Championnats d'Afrique | Yaoundé      | 2e       | 65,32 m     |
| 1998 | Championnats d'Afrique | Dakar        | 3e       | 68,79 m     |
| 1999 | Jeux africains         | Johannesburg | 2e       | 65,80 m     |
| 1999 | Jeux panarabes         | Amman        | 1er      | 68 m 75     |
| 2000 | Championnats d'Afrique | Alger        | 1er      | 69,38 m     |
| 2003 | Jeux africains         | Abuja        | 3e       | 68,95 m     |
| 2003 | Jeux afro-asiatiques   | Hyderabad    | 3e       | 69,37 m     |
| 2004 | Championnats d'Afrique | Brazzaville  | 4e       | 66,48 m     |
| 2007 | Jeux africains         | Alger        | 4e       | 63,96 m     |

### Records
| Épreuve           | Performance | Lieu  | Date            |
| ----------------- | ----------- | ----- | --------------- |
| Lancer du marteau | 71,28 m     | Alger | 19 juillet 2001 |